# ليلي بلات
ليلي بلات (مواليد 2008) هي ناشطة بيئية هولندية بريطانية المولد. تشتهر بلات بشبابها وبالقيام بإضرابات سلمية للتعبير عن المخاوف البيئية. وهي السفيرة العالمية لـيوث ماندس (YouthMundus) وإيرث.أو آر جي (Earth.org) وهي سفيرة الشباب لائتلاف التلوث البلاستيكي وسفيرة لدى هاو جلوبال وسفيرة الطفل ليوم التنظيف العالمي. انتشرت بلات في البداية على وسائل التواصل الاجتماعي بعد أن نشرت فضلات بلاستيكية التقطتها — وقد صنفت على مر السنين أنها التقطت أكثر من 100000 قطعة من القمامة.
ولدت بلات في بريطانيا. انتقلت عائلتها إلى هولندا عندما كانت في السابعة من عمرها.

## حماية البيئة
كانت بلات في عام 2015 تسير على طول حديقة في هولندا مع جدها عندما لاحظت وجود مخلفات بلاستيكية متناثرة على الأرض. قررت عدهم لممارسة لغتها الهولندية وجمعت 91 قطعة بلاستيكية في غضون 10 دقائق. أخبرها جدها كيف انتهى المطاف بالقمامة كحساء بلاستيك. أثار هذا الحادث مبادرتها البيئية، وفي سن السابعة بدأ التقاط ليلي للبلاستيك، ومن خلال تنظيف ليلي للبلاستيك كانت تلتقط القمامة وتفرزها بدقة، وتنشرها على وسائل التواصل الاجتماعي من أجل زيادة الوعي حول هذه القضية. وعلى مر السنين التقطت بلات أكثر من 100000 قطعة من القمامة تتراوح بين زجاجات وأكياس سجائر وعلب مشروبات وما إلى ذلك، ومن خلال تنظيف ليلي للبلاستيك شاركت بلات أيضًا تأثير البلاستيك على الحياة البرية والنظام البيئي. ومنذ انتشارها على نطاق واسع نالت مبادرتها شهرة دولية.
منذ أن كانت طفلة أظهرت بلات ولعًا بالحيوانات خاصة تلك التي تعتبر غير جذابة جسديًا. تعرضت للتنمر في المدرسة بسبب هذا وأبدى واحد فقط من أقرانها اهتمامًا بأنشطة التنظيف. انتقلت بلات بعد ذلك إلى مدرسة الملك حيث شارك العديد من زملائها في جهود التنظيف.
صوّت جد بلات في انتخابات 2019 الهولندية نيابة عنها حيث إنها تناضل من أجل حظر البلاستيك. التقطت بلات مقطع فيديو وشجع الآخرين على فعل الشيء نفسه.
رأت بلات في سبتمبر 2019 احتجاج غريتا تونبرج خارج البرلمان السويدي بشأن إنفاذ اتفاقية باريس، كانت مصدر إلهام لها وقررت الدخول في إضراب أيضًا. بعد بضعة أسابيع انضمت جريتا ثونبرج إلى إضرابات بلات في هولندا معتبرةً أن هولندا كانت واحدة من أعلى الدول المسببة لانبعاثات غازات الاحتباس الحراري في الاتحاد الأوروبي. وقد تمت دعوة كلاهما إلى بروكسل حيث حضرا مظاهرة مناخية خارج البرلمان الأوروبي.
تنظم بلات في كل يوم جمعة إضرابًا خارج المباني الحكومية للاحتجاج على أزمة المناخ مع أو بدون صحبة.